# قطعنامه ۱۳۷ شورای امنیت
AAAقطعنامه  ۱۳۷ شورای امنیت
قطعنامه  ۱۳۷ شورای امنیت سازمان ملل متحد که در تاریخ ۳۱ مه ۱۹۶۰ تصویب شد، سندی بین‌المللی دربارهٔ دیوان بین‌المللی دادگستری است. این قطعنامه طی نشست ۸۶۴ام 
تصویب شد.